# ミシシッピ軍
南北戦争中の北軍ミシシッピ軍（Army of the Mississippi）はミシシッピ川にその名前を由来する。同名の軍は2回編成されており、1862年には8ヶ月間続いたが、1863年のミシシッピ軍はわずか8日間で消滅している。

## 歴史

### 1862年のミシシッピ軍
最初のミシシッピ軍は、ジョン・ポープ少将を司令官として1862年2月29日に創立された。創立時は2個歩兵師団で構成されており、ミシシッピ川沿いを作戦地域とした。ポープがミズーリ州ニューマドリッドに向かって進軍を開始した際、近隣の小軍管区（military district）から部隊が追加され、5個師団編成となった。各師団長は、デービッド・スタンレレー（David S. Stanley）、シュイラー・ハミルトン（Schuyler Hamilton）、ジョン・パーマー（John M. Palmer）、イレーザー・パイン（Eleazer A. Paine）およびジョセフ・プラマー（Joseph B. Plummer）であった。さらにゴードン・グレインジャー（Gordon Granger）が2個連隊からなる騎兵旅団を率い、ナポレオン・ビュフォード（Napoleon Bonaparte Buford）の船艇旅団も加わった。この兵力を持って、ミシシッピ軍はアイランドNo.10の戦いに参戦した。
アイランドNo.10を占領した後、ミシシッピ軍は3個師団に再編され、ヘンリー・ハレック少将の西部方面軍集団の左翼を務めた。左翼には、南西部軍（Army of the Southwest）からジェファーソン・デービス（Jefferson C. Davis）の師団も追加された。コリンスの包囲戦の間、ミシシッピ軍は、それぞれ2個師団からなる2翼に編成され、左翼（第1師団および第2師団）はウィリアム・ローズクランズ少将が、右翼（第3師団および第4師団）はハミルトン准将が率いた。コリンス占領後、ポープはバージニア軍司令官に転任し、ローズクランズがミシシッピ軍司令官に就任した。ミシシッピ軍はコリンスに配置されたが、テネシー軍からの2個師団の援軍を受けてイウカの戦いおよび第二次コリンスの戦いに勝利した。その後、ローズクランズはオハイオ軍に転任となり、ミシシッピ軍は解散され、部隊は第13軍団と第14軍団に配属された。

### 1863年のミシシッピ軍

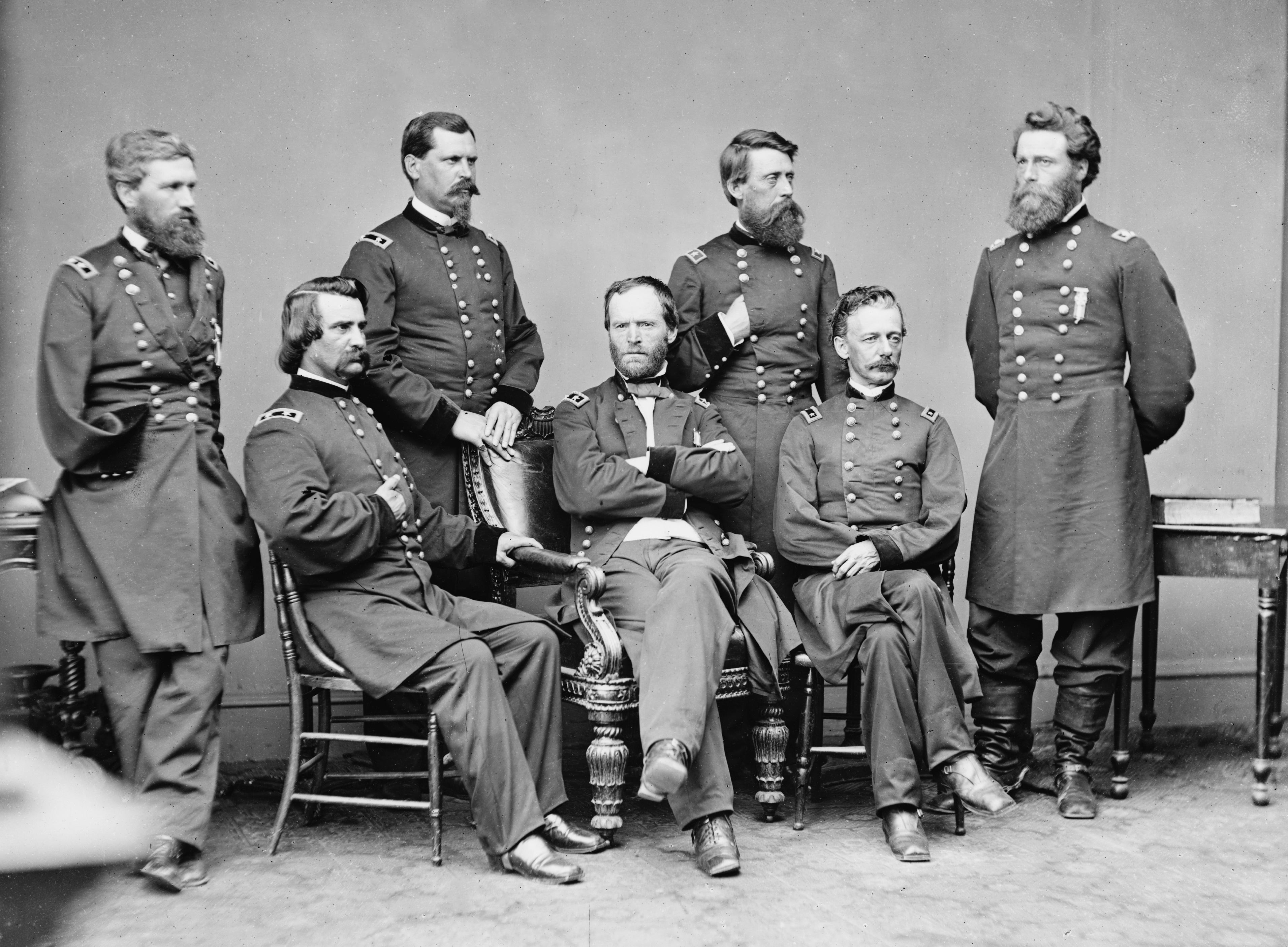
ウィリアム・シャーマンとその幕僚たち

1863年1月4日、ジョン・A・マクラーナンド少将はミシシッピ川を下る遠征部隊の指揮官となり、テネシー軍所属の2個軍、ジョージ・モーガン（George W. Morgan）准将に委ねた彼自身の第13軍団とウィリアム・シャーマン少将の第15軍団を率いた。マクナーランドはこの遠征軍をミシシッピ軍と名付け、第13軍団をミシシッピ軍第1軍団、第15軍団をミシシッピ軍第2軍団とした。マクナーランドはアーカンソー・ポストの戦いに勝利したが、この勝利はテネシー軍全体としてはあまり意味があるものではなかった。テネシー軍司令官ユリシーズ・グラントはマクナーランドを好んでおらず、作戦に参加したシャーマンとミシシッピ川戦隊を率いた海軍のアンドリュー・H・フット提督も、マクナーランドは遠征軍の司令官に相応しくないとの意見を出した。グラントは自身で遠征軍を指揮することとし、1863年1月12日、第13軍団と第15軍団はテネシー軍に戻りミシシッピ軍は消滅した。

## 歴代軍司令官
1862年
| 司令官                         | 就任          | 離任           | 主な戦い                                |
| ------------------------------ | ------------- | -------------- | --------------------------------------- |
| ジョン・ポープ准将             | 1862年2月23日 | 1862年6月26日  | アイランドNo.10の戦い、コリンスの包囲戦 |
| ウィリアム・ローズクランズ准将 | 1862年6月26日 | 1862年10月24日 | イウカの戦い、第二次コリンスの戦い      |

1863年
| 司令官                        | 就任         | 離任          | 主な戦い                   |
| ----------------------------- | ------------ | ------------- | -------------------------- |
| ジョン・A・マクラーナンド少将 | 1863年1月4日 | 1863年1月12日 | アーカンソー・ポストの戦い |

## 参考資料
- Eicher, John H., & Eicher, David J., Civil War High Commands, Stanford University Press, 2001, ISBN 0-8047-3641-3.